# 1724 Vladimir
Vladimir (asteróide 1724) é um asteróide da cintura principal com um diâmetro de 34,79 quilómetros, a 2,5507671 UA. Possui uma excentricidade de 0,0592256 e um período orbital de 1 630,71 dias (4,47 anos).
Vladimir tem uma velocidade orbital média de 18,08839745 km/s e uma inclinação de 12,23265º.
Esse asteróide foi descoberto em 28 de Fevereiro de 1932 por Eugène Delporte.